# Volcanal

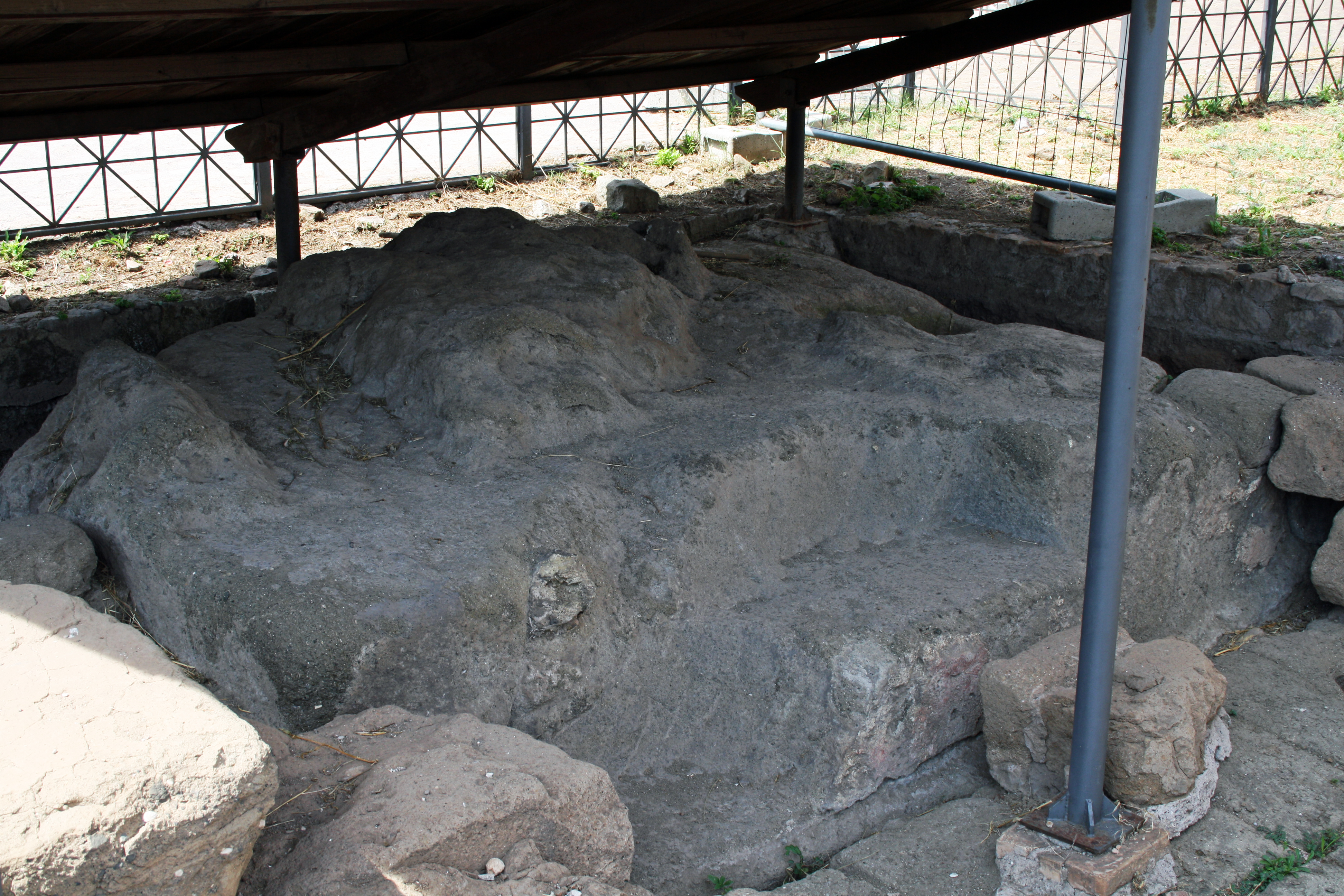
Volcanal.

Volcanal var en helgedom åt guden Vulcanus på Forum Romanum i Rom.
Helgedomen var belägen på västra Forum Romanum, mellan Milliarium Aureum och Umbilicus Urbis. Resterna av Volcanal skyddas av ett tak.
Vid Volcanal stod under republikens epok två träd, ett lotusträd och en cypress, som sades vara äldre än själva staden Rom.

### Webbkällor
- Hülsen, Christian (11 mars 1906). ”The Volcanal”. The Roman Forum — Its History and Its Monuments. http://penelope.uchicago.edu/Thayer/I/Gazetteer/Places/Europe/Italy/Lazio/Roma/Rome/Forum_Romanum/_Texts/Huelsen*/2/7.html. Läst 28 november 2015.